# Esther Baron
Esther Baron (* 6. Februar 1987 in Cholet) ist eine französische Schwimmerin, die auf Rückenschwimmen spezialisiert ist. Sie trainiert im "Club Natation Melun Val de Seine".   

## Erfolge
- zweifache französische Meisterin über 200 Meter Rücken
- Junioren-Europameisterin 2003 in Glasgow über 100 Meter Rücken, Rang 2 über 200 Meter Rücken
- französische Rekordhalterin über 200 Meter Rücken (Kurzbahn)
- Europameisterin 2006 in Budapest über 200 Meter Rücken